# Niż baryczny

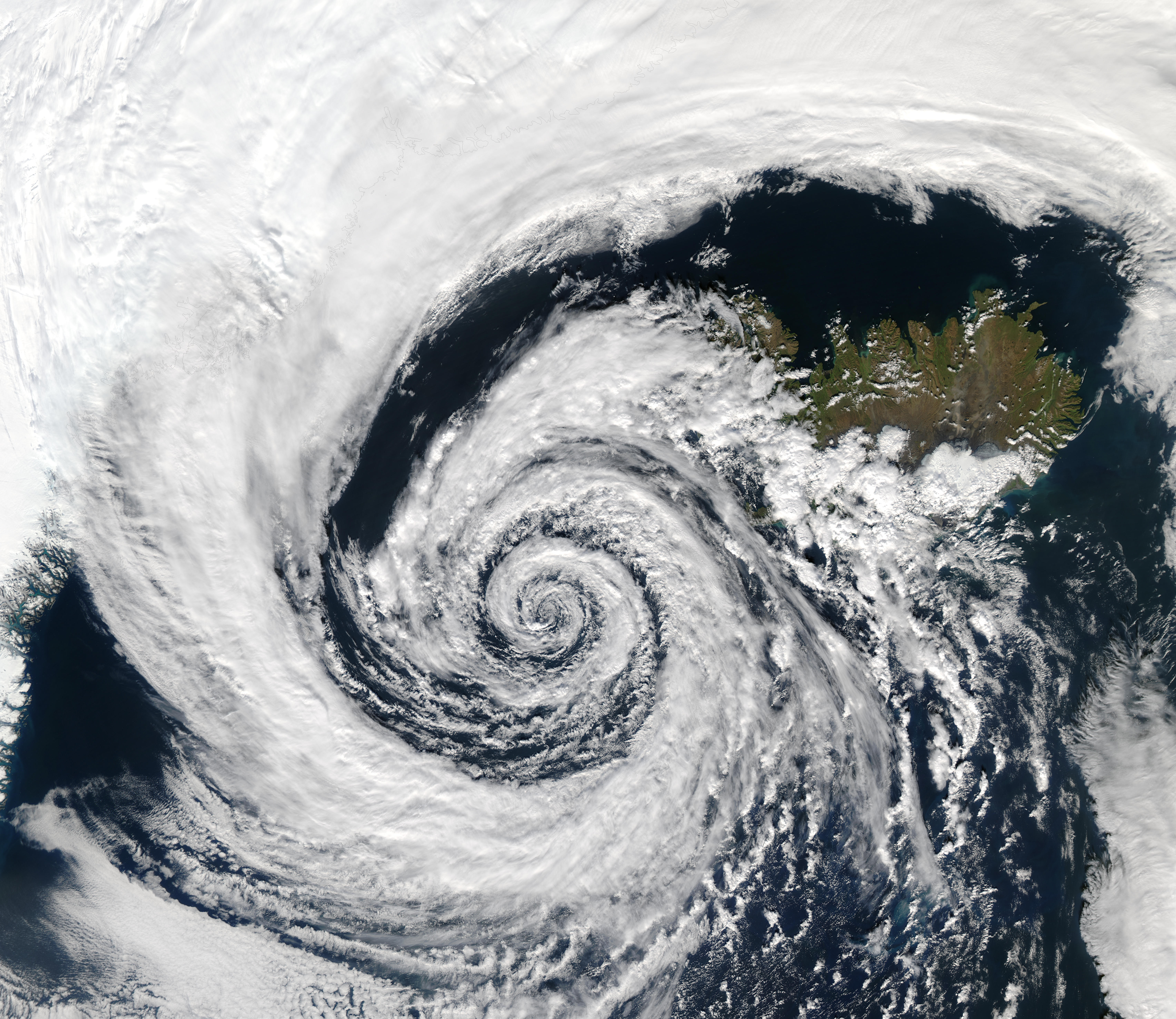
System niżowy średnich szerokości koło wybrzeża Islandii 4 września 2003

Niż baryczny, cyklon – układ baryczny, w którym występują zazwyczaj układy frontalne. Nacisk jest tutaj położony na to, że niż baryczny jest zjawiskiem pogodowym, a nie obszarem niskiego ciśnienia. Wraz z przyjściem centrum niżu obserwuje się spadek ciśnienia i zazwyczaj zmianę innych parametrów, takich jak temperatura czy zachmurzenie. Wbrew potocznym oczekiwaniom wiatr, w rozwiniętym (czasowo) niżu barycznym, nie wieje od obszaru ciśnienia wysokiego do niskiego, lecz prawie równolegle do linii stałego ciśnienia. W niżu wiatry wieją cyklonalnie, czyli na półkuli północnej przeciwnie do wskazówek zegara.
Niż (ciśnienie) i cyklon (kierunek wiatru) są synonimami.

## Cyklogeneza niżów (cyklonów) średnich szerokości

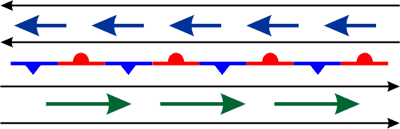
Cyklogeneza. Początkowe stadium cyklogenezy, kiedy wiatry wieją w przeciwnych kierunkach

Systemy niżów barycznych średnich szerokości czerpią energię z różnicy temperatur pomiędzy ciepłym i zimnym powietrzem. Na płaszczyźnie pomiędzy nimi rozwijają się zaburzenia, które prowadzą do wślizgiwania się cieplejszego powietrza nad powietrze zimniejsze. Proces ten nazywany jest czasami pasem transmisyjnym – transportującym wilgotność i ciepło z obszarów południowych. Ruch tego zaburzenia na zachód powoduje, że obserwujemy cykl zimnego-ciepłego-zimnego powietrza. Z cyklogenezą związane jest zjawisko powstawania frontów atmosferycznych.
Zjawisko niżów barycznych charakterystyczne dla średnich szerokości nie występuje w obszarach tropikalnych czy w podzwrotnikowych.

Cyklogeneza. Zaburzenie falowe na froncie

Rozwinięty niż

Początkowa faza niżu zokludowanego

Odcięty niż

## Norweski model cyklonu średnich szerokości
Norweski model cyklonu został opracowany przez Vilhelma i Jakoba Bjerknesów, głównie dzięki gęstej stacji pomiarów synoptycznych w Norwegii. Nazwa fronty atmosferyczne pochodzi od frontów wojskowych z I wojny światowej.

## Rola w ogólnej cyrkulacji atmosfery
Niże baryczne stanowią ważny element ogólnej cyrkulacji atmosfery umożliwiający efektywny transport ciepłego powietrza z obszarów podzwrotnikowych do obszarów biegunowych. Ruchy wstępujące w niżu barycznym są związane z pasem transmisyjnym (ciepłe powietrze wślizgujące się na powietrze zimne charakterystyczne dla frontu ciepłego), wypieraniem powietrza zimnego przez powietrze ciepłe i z innymi efektami dynamicznymi na górnych poziomach w atmosferze. Wyidealizowaną granicą szybkiej zmiany ciepłego powietrza na zimne w kierunku południowo-północnym jest front polarny. Niże baryczne związane są w górnej atmosferze z falami Rossby’ego, czyli falami o długości około 6000 km. Wokół Ziemi jest zazwyczaj 3-7 grzbietów fal Rossby’ego. To właśnie zmiana struktury tych fal (tzw. zmiana indeksu) powoduje zmianę cyrkulacji wczesną wiosną czy wczesną jesienią. Te długie fale w atmosferze i zaburzenia w ich strukturze są bezpośrednio związane ze strukturą i powstawaniem niżów barycznych. Dlatego prognozę poruszania i występowania niżów frontalnych synoptyk zaczyna od analizy struktury przepływu wiatru i rozkładu ciśnienia w górnych warstwach atmosfery. Podobnie, ze względu na siłę Coriolisa i tarcie powierzchniowe wiatru o podłoże analiza prognozy pogody niżów barycznych jest prostsza na górnych warstwach atmosfery. Niże baryczne są także ważnym elementem komórki Ferrela.

## Ogólna zmiana klimatu
Częstotliwość i intensywność niżów atmosferycznych zależy od zmiany (gradientu) temperatury pomiędzy obszarami podzwrotnikowymi i obszarami biegunowymi. Wobec tego zmiana struktury tego gradientu spowoduje także zmianę intensywności niżów. Ta hipoteza sprzężenia zwrotnego jest nazywana zmianą propagacji niżów (ang. storm tracks) i jest badana za pomocą modeli prognoz pogody lub modeli ogólnej cyrkulacji atmosfery (GCM – ang. global circulation models).

## Uwaga o terminologii
Systemy niżowe średnich szerokości określa się w Polsce niżem, a w literaturze anglosaskiej przyjęta jest nazwa cyklon średnich szerokości (mid-lattitude cyclone) lub sztorm średnich szerokości (mid-lattitude storm). W literaturze anglosaskiej pojęcie low pressure system nie odpowiada pojęciu „niżu barycznego” - jest ono szersze i używane do opisu różnych systemów meteorologicznych związanych z obszarami niskiego ciśnienia; dla przykładu, także ze zjawiskiem niskiego ciśnienia nad bardzo rozgrzaną pustynią (niż termiczny).